# Distrikt Huachac
Der Distrikt Huachac, alternative Schreibweise Distrikt Huáchac, liegt in der Provinz Chupaca in der Region Junín in Zentral-Peru. Der Distrikt wurde am 8. Januar 1941 gegründet. Er besitzt eine Fläche von 21,8 km². Beim Zensus 2017 wurden 3161 Einwohner gezählt. Im Jahr 1993 lag die Einwohnerzahl bei 3234, im Jahr 2007 bei 3738. Sitz der Distriktverwaltung ist die 3355 m hoch gelegene Ortschaft Huachac mit 1403 Einwohnern (Stand 2017). Huachac befindet sich 7,5 km nordwestlich der Provinzhauptstadt Chupaca.

## Geographische Lage
Der Distrikt Huachac befindet sich im Andenhochland im Nordosten der Provinz Chupaca. Entlang der südlichen Distriktgrenze fließt der Río Cunas nach Osten.
Der Distrikt Huachac grenzt im Südwesten an den Distrikt Ahuac, im Nordwesten an den Distrikt Chambara (Provinz Concepción), im Norden an den Distrikt Manzanares (Provinz Concepción), im Osten an den Distrikt Sicaya (Provinz Concepción) sowie im Südosten an den Distrikt Chupaca.

## Ortschaften
Im Distrikt gibt es neben dem Hauptort folgende größere Ortschaften:
- Antapampa Grande (248 Einwohner)
- Huayao
- Marcatuna